# Copa del Presidente de la República de Fútbol 1932
La Copa del Presidente de la República de Fútbol 1932 fue la trigésima edición en el palmarés del Campeonato de España de este deporte. 
Una vez más la victoria fue para el Athletic de Bilbao, que conseguía así su duodécimo título nacional ante el F. C. Barcelona. Como el año anterior, el torneo se disputó una vez acabado el Campeonato Nacional de Liga el 3 de abril.

## Equipos clasificados
Los campeonatos regionales disputados en la primera mitad de la temporada sirvieron de clasificación para el torneo, los cuatro primeros de los campeonatos reunificados de  Centro-Aragón y Guipúzcoa-Aragón, los tres primeros de Cataluña, Vizcaya y del campeonato Astur-cántabro; campeón y subcampeón de Galicia, Valencia, Murcia y Andalucía; y los campeones de Extremadura, Baleares y Canarias, en un total de veintiocho equipos.
| Torneo Regional                | Campeón | Campeón            | Subcampeón | Subcampeón               | Tercero | Tercero                           | Tercero |
| ------------------------------ | ------- | ------------------ | ---------- | ------------------------ | ------- | --------------------------------- | ------- |
| Campeonato Regional Centro     |         | Madrid F. C.       |            | C. D. Nacional           |         | Athletic de Madrid y Valladolid   |         |
| Campeonato de Guipúzcoa-Aragón |         | C. D. Logroño      |            | Donostia F. C.           |         | Unión Club de Irún y C. A.Osasuna |         |
| Copa Cataluña                  |         | F. C. Barcelona    |            | CD Español               |         | C. E. Júpiter                     |         |
| Campeonato de Vizcaya          |         | Athletic de Bilbao |            | C. D. Alavés             |         | Arenas Club de Guecho             |         |
| Campeonato de Asturias         |         | Oviedo F. C.       |            | Sporting de Gijón        |         | Racing de Santander               |         |
| Campeonato de Galicia          |         | Club Celta         |            | Deportivo de La Coruña   |         |                                   |         |
| Copa de Andalucía              |         | Sevilla F. C.      |            | Betis Balompié           |         |                                   |         |
| Campeonato de Valencia         |         | Valencia F. C.     |            | C. D. Castellón          |         |                                   |         |
| Campeonato de Murcia           |         | Murcia F. C.       |            | Imperial de Murcia C. F. |         |                                   |         |
| Campeonato de Baleares         |         | C. D. Mallorca     |            |                          |         |                                   |         |
| Campeonato de Extremadura      |         | C. D. Balompié     |            |                          |         |                                   |         |
| Campeonato de Canarias         |         | C. D. Tenerife     |            |                          |         |                                   |         |

## Sistema de competición
El torneo fue organizado por la Federación Española de Fútbol.
Tomaron parte veinticuatro equipos, los mejores clasificados en los campeonatos regionales que se disputaron previamente. El número de equipos que accedió de cada campeonato, en función de su nivel de competitividad, fue el siguiente:
- Cuatro participantes: campeonatos mancomunados de Guipúzcoa-Navarra-Rioja-Aragón y Castilla-Aragón (incluyendo las dos regiones castellanas).
- Tres participantes: campeonato mancomunado de Asturias-Cantabria, campeonato de Cataluña y de Vizcaya.
- Dos participantes: campeonatos de Andalucía, Galicia, Murcia y Valencia.
- Un participante: campeonatos de Baleares, Canarias y Extremadura.

El torneo se desarrolló por eliminación directa, con rondas a doble partido (ida y vuelta), excepto la final, jugada a partido único en terreno neutral. Los emparejamientos se decidieron por sorteo.
Se clasificaban en cada eliminatoria los equipos que lograsen la mayor diferencia de goles. En caso de empate tras haberse disputado ambos encuentros, se jugó un partido de desempate.

## Dieciesavos de final
Se juega una ronda eliminatoria de ida y vuelta en la que se suman los goles de ambos partidos, en caso de igualdad se jugaría un partido de desempate en campo neutral. Los partidos se jugaron los días 10, 14 y 17 de abril, y los desempates el 19 de abril. Quedaron exentos de esta eliminatoria el Athletic Club, el Madrid FC, F. C. Barcelona y Unión de Irún por ser los cuatro clubes con más títulos logrados hasta la fecha.
| Equipo local ida     | Equipo visitante ida   | Ida   | Vuelta | Desempate |
| -------------------- | ---------------------- | ----- | ------ | --------- |
| CD Alavés            | CA Osasuna             | 3 - 1 | 1 - 1  |           |
| Athletic de Madrid   | Deportivo Logroño      | 1 - 0 | 1 - 2  | 1 - 0     |
| Racing de Santander  | Deportivo de La Coruña | 4 - 1 | 0 - 5  |           |
| CD Tenerife          | Betis Balompié         | 1 - 1 | 1 - 4  |           |
| CD Mallorca          | CD Español             | 1 - 1 | 1 - 8  |           |
| Valladolid Deportivo | Valencia FC            | 1 - 1 | 1 - 2  |           |
| CD Castellón         | Murcia CF              | 3 - 0 | 2 - 3  |           |
| Sevilla FC           | Donostia FC            | 3 - 2 | 0 - 2  |           |
| Oviedo FC            | Arenas de Guecho       | 2 - 0 | 0 - 2  | 2 - 4     |
| Imperial de Murcia   | Sporting de Gijón      | 0 - 3 | 3 - 5  |           |
| CD Júpiter           | Deportivo Nacional     | 2 - 1 | 1 - 6  |           |
| Celta de Vigo        | CD Balompié            | 9 - 0 | 13 - 0 |           |

## Rondas finales
|  | Octavos de final       | Octavos de final       | Octavos de final       |                     |   | Cuartos de final        | Cuartos de final        | Cuartos de final        |  |  | Semifinales              | Semifinales              | Semifinales              |  |  | Final       | Final       | Final       |
|  | 8 de mayo - 15 de mayo | 8 de mayo - 15 de mayo | 8 de mayo - 15 de mayo |                     |   | 22 de mayo - 29 de mayo | 22 de mayo - 29 de mayo | 22 de mayo - 29 de mayo |  |  | 5 de junio - 12 de junio | 5 de junio - 12 de junio | 5 de junio - 12 de junio |  |  | 19 de junio | 19 de junio | 19 de junio |
|  |                        |                        |                        |                     |   |                         |                         |                         |  |  |                          |                          |                          |  |  |             |             |             |
|  |                        |                        |                        |                     |   |                         |                         |                         |  |  |                          |                          |                          |  |  |             |             |             |
|  |                        |                        |                        |                     |   |                         |                         |                         |  |  |                          |                          |                          |  |  |             |             |             |
|  | Unión Club de Irún     | 1                      | 0                      |                     |   |                         |                         |                         |  |  |                          |                          |                          |  |  |             |             |             |
|  | Unión Club de Irún     | 1                      | 0                      |                     |   |                         |                         |                         |  |  |                          |                          |                          |  |  |             |             |             |
|  | Athletic de Bilbao     | 3                      | 4                      |                     |   |                         |                         |                         |  |  |                          |                          |                          |  |  |             |             |             |
|  | Athletic de Bilbao     | 3                      | 4                      | Athletic de Bilbao  | 2 | 3                       |                         |                         |  |  |                          |                          |                          |  |  |             |             |             |
|  |                        |                        |                        |                     | 2 | 3                       |                         |                         |  |  |                          |                          |                          |  |  |             |             |             |
|  |                        | CD Alavés              | 0                      | 2                   |   |                         |                         |                         |  |  |                          |                          |                          |  |  |             |             |             |
|  | CD Alavés              | CD Alavés              | 0                      | 2                   | 7 | 0                       |                         |                         |  |  |                          |                          |                          |  |  |             |             |             |
|  | CD Alavés              |                        |                        |                     | 7 | 0                       |                         |                         |  |  |                          |                          |                          |  |  |             |             |             |
|  | Athletic de Madrid     | 1                      | 6                      |                     |   |                         |                         |                         |  |  |                          |                          |                          |  |  |             |             |             |
|  | Athletic de Madrid     | 1                      | 6                      | Athletic de Bilbao  | 8 | 4                       |                         |                         |  |  |                          |                          |                          |  |  |             |             |             |
|  |                        |                        |                        |                     | 8 | 4                       |                         |                         |  |  |                          |                          |                          |  |  |             |             |             |
|  |                        | CD Español             | 1                      | 0                   |   |                         |                         |                         |  |  |                          |                          |                          |  |  |             |             |             |
|  | Deportivo La Coruña    | CD Español             | 1                      | 0                   | 2 | 1                       |                         |                         |  |  |                          |                          |                          |  |  |             |             |             |
|  | Deportivo La Coruña    |                        |                        |                     | 2 | 1                       |                         |                         |  |  |                          |                          |                          |  |  |             |             |             |
|  | Madrid CF              | 0                      | 2                      |                     |   |                         |                         |                         |  |  |                          |                          |                          |  |  |             |             |             |
|  | Madrid CF              | 0                      | 2                      | Deportivo La Coruña | 3 | 0                       |                         |                         |  |  |                          |                          |                          |  |  |             |             |             |
|  |                        |                        |                        |                     | 3 | 0                       |                         |                         |  |  |                          |                          |                          |  |  |             |             |             |
|  |                        | CD Español             | 3                      | 6                   |   |                         |                         |                         |  |  |                          |                          |                          |  |  |             |             |             |
|  | Betis                  | CD Español             | 3                      | 6                   | 2 | 0                       |                         |                         |  |  |                          |                          |                          |  |  |             |             |             |
|  | Betis                  |                        |                        |                     | 2 | 0                       |                         |                         |  |  |                          |                          |                          |  |  |             |             |             |
|  | CD Español             | 1                      | 3                      |                     |   |                         |                         |                         |  |  |                          |                          |                          |  |  |             |             |             |
|  | CD Español             | 1                      | 3                      | Athletic de Bilbao  | 1 |                         |                         |                         |  |  |                          |                          |                          |  |  |             |             |             |
|  |                        |                        |                        |                     | 1 |                         |                         |                         |  |  |                          |                          |                          |  |  |             |             |             |
|  |                        | F. C. Barcelona        | 0                      |                     |   |                         |                         |                         |  |  |                          |                          |                          |  |  |             |             |             |
|  | Arenas de Guecho       | F. C. Barcelona        | 0                      | 2                   | 1 |                         |                         |                         |  |  |                          |                          |                          |  |  |             |             |             |
|  | Arenas de Guecho       |                        |                        |                     | 1 |                         |                         |                         |  |  |                          |                          |                          |  |  |             |             |             |
|  | Sporting de Gijón      | 3                      | 2                      |                     |   |                         |                         |                         |  |  |                          |                          |                          |  |  |             |             |             |
|  | Sporting de Gijón      | 3                      | 2                      | Sporting de Gijón   | 0 | 0                       |                         |                         |  |  |                          |                          |                          |  |  |             |             |             |
|  |                        |                        |                        |                     | 0 | 0                       |                         |                         |  |  |                          |                          |                          |  |  |             |             |             |
|  |                        | Celta de Vigo          | 0                      | 3                   |   |                         |                         |                         |  |  |                          |                          |                          |  |  |             |             |             |
|  | CD Nacional            | Celta de Vigo          | 0                      | 3                   | 2 | 0                       |                         |                         |  |  |                          |                          |                          |  |  |             |             |             |
|  | CD Nacional            |                        |                        |                     | 2 | 0                       |                         |                         |  |  |                          |                          |                          |  |  |             |             |             |
|  | Celta de Vigo          | 1                      | 2                      |                     |   |                         |                         |                         |  |  |                          |                          |                          |  |  |             |             |             |
|  | Celta de Vigo          | 1                      | 2                      | Celta de Vigo       | 0 | 2                       |                         |                         |  |  |                          |                          |                          |  |  |             |             |             |
|  |                        |                        |                        |                     | 0 | 2                       |                         |                         |  |  |                          |                          |                          |  |  |             |             |             |
|  |                        | F.C. Barcelona         | 3                      | 1                   |   |                         |                         |                         |  |  |                          |                          |                          |  |  |             |             |             |
|  | F.C. Barcelona         | F.C. Barcelona         | 3                      | 1                   | 2 | 3                       |                         |                         |  |  |                          |                          |                          |  |  |             |             |             |
|  | F.C. Barcelona         |                        |                        |                     | 2 | 3                       |                         |                         |  |  |                          |                          |                          |  |  |             |             |             |
|  | Valencia FC            | 0                      | 2                      |                     |   |                         |                         |                         |  |  |                          |                          |                          |  |  |             |             |             |
|  | Valencia FC            | 0                      | 2                      | F.C. Barcelona      | 1 | 1                       |                         |                         |  |  |                          |                          |                          |  |  |             |             |             |
|  |                        |                        |                        |                     | 1 | 1                       |                         |                         |  |  |                          |                          |                          |  |  |             |             |             |
|  |                        | Donostia SS            | 0                      | 1                   |   |                         |                         |                         |  |  |                          |                          |                          |  |  |             |             |             |
|  | CD Castellón           | Donostia SS            | 0                      | 1                   | 2 | 1                       |                         |                         |  |  |                          |                          |                          |  |  |             |             |             |
|  | CD Castellón           |                        |                        |                     | 2 | 1                       |                         |                         |  |  |                          |                          |                          |  |  |             |             |             |
|  | Donostia SS            | 3                      | 8                      |                     |   |                         |                         |                         |  |  |                          |                          |                          |  |  |             |             |             |

### Octavos de final
La eliminatoria se decidió a doble partido.
| Equipo local ida       | Equipo visitante ida | Ida   | Vuelta | Desempate |
| ---------------------- | -------------------- | ----- | ------ | --------- |
| Unión de Irún          | Athletic Club        | 1 - 3 | 1 - 4  |           |
| CD Alavés              | Athletic de Madrid   | 7 - 1 | 0 - 6  | 3 - 1     |
| Deportivo de la Coruña | Madrid FC            | 2 - 0 | 1 - 2  |           |
| Betis Balompié         | CD Español           | 2 - 1 | 0 - 3  |           |
| F.C. Barcelona         | Valencia FC          | 2 - 0 | 3 - 2  |           |
| CD Castellón           | Donostia FC          | 2 - 3 | 1 - 8  |           |
| Arenas de Guecho       | Sporting de Gijón    | 2 - 3 | 1 - 2  |           |
| Deportivo Nacional     | Celta de Vigo        | 2 - 1 | 0 - 2  |           |

### Cuartos de final
La eliminatoria se decidió a doble partido.
| Equipo local ida       | Equipo visitante ida | Ida   | Vuelta |
| ---------------------- | -------------------- | ----- | ------ |
| Athletic Club          | CD Alavés            | 2 - 0 | 3 - 2  |
| Deportivo de La Coruña | CD Español           | 3 - 3 | 0 - 6  |
| F.C. Barcelona         | Donostia FC          | 1 - 0 | 1 - 1  |
| Sporting de Gijón      | Celta de Vigo        | 0 - 0 | 0 - 3  |

### Semifinales
La eliminatoria se decidió a doble partido.
| Equipo local ida | Equipo visitante ida | Ida   | Vuelta |
| ---------------- | -------------------- | ----- | ------ |
| Athletic Club    | CD Español           | 8 - 1 | 4 - 0  |
| F.C. Barcelona   | Celta de Vigo        | 3 - 0 | 1 - 2  |

### Final
La final del torneo fue disputada por el Athletic Club y el F. C. Barcelona. Se disputó a partido único en el Estadio de Chamartín de Madrid el día 19 de junio de 1932. El partido acabó 1-0 al final del tiempo reglamentario, por lo que se proclamó al equipo vizcaíno como campeón por duodécima vez. Al ganar por tercera vez consecutiva el título, obtuvo asimismo su segundo trofeo en propiedad, tras el ya conseguido por el triplete de 1914-15-16.
| 1  | PO | Gregorio Blasco        |  |
| 2  | DF | José María Castellanos |  |
| 3  | DF | Juan Urquizu           |  |
| 4  | MC | Luis María de Uribe    |  |
| 5  | MC | José Muguerza          |  |
| 6  | MC | Roberto Echevarría     |  |
| 7  | DE | Ramón Lafuente         |  |
| 8  | DE | José Iraragorri        |  |
| 9  | DE | Chirri II              |  |
| 10 | DE | Bata                   |  |
| 11 | DE | Guillermo Gorostiza    |  |
| DT | DT | Frederick Pentland     |  |

| 1  | PO | Juan José Nogués   |  |  |
| 2  | DF | Ramón Zabalo       |  |  |
| 3  | DF | Francisco Alcoriza |  |  |
| 4  | MC | Cristóbal Martí    |  |  |
| 5  | MC | Ramón Guzmán       |  |  |
| 6  | MC | Patricio Arnau     |  |  |
| 7  | DE | Vicente Piera      |  |  |
| 8  | DE | Ángel Arocha       |  |  |
| 9  | DE | Josep Samitier     |  |  |
| 10 | DE | Juan Ramón         |  |  |
| 11 | DE | Esteban Pedrol     |  |  |
| DT | DT | Jack Greenwell     |  |  |

|  | 57' | Bata | 1-0 |

| 1  | PO | Gregorio Blasco        |  |
| 2  | DF | José María Castellanos |  |
| 3  | DF | Juan Urquizu           |  |
| 4  | MC | Luis María de Uribe    |  |
| 5  | MC | José Muguerza          |  |
| 6  | MC | Roberto Echevarría     |  |
| 7  | DE | Ramón Lafuente         |  |
| 8  | DE | José Iraragorri        |  |
| 9  | DE | Chirri II              |  |
| 10 | DE | Bata                   |  |
| 11 | DE | Guillermo Gorostiza    |  |
| DT | DT | Frederick Pentland     |  |

| 1  | PO | Juan José Nogués   |  |  |
| 2  | DF | Ramón Zabalo       |  |  |
| 3  | DF | Francisco Alcoriza |  |  |
| 4  | MC | Cristóbal Martí    |  |  |
| 5  | MC | Ramón Guzmán       |  |  |
| 6  | MC | Patricio Arnau     |  |  |
| 7  | DE | Vicente Piera      |  |  |
| 8  | DE | Ángel Arocha       |  |  |
| 9  | DE | Josep Samitier     |  |  |
| 10 | DE | Juan Ramón         |  |  |
| 11 | DE | Esteban Pedrol     |  |  |
| DT | DT | Jack Greenwell     |  |  |

|  | 57' | Bata | 1-0 |

|                                 |
| Campeón ATHLETIC CLUB DE BILBAO |
| 12.º título                     |